# Planetary Data System
Le Planetary Data System (PDS) est un projet de base de données et d'archive des données recueillies par les missions robotisées dans le système solaire. Il est géré par le Solar System Exploration Data Services Office du NASA Goddard Space Flight Center.
La sonde lunaire Chang'e 3 a ainsi partagé ses données.